# Романовка (Кетовський район)
Рома́новка (рос. Романовка) — присілок у складі Кетовського району Курганської області, Росія. Входить до складу Садовської сільської ради.
Населення — 113 осіб (2010, 128 у 2002).